# Ромулане
Ромулане (англ. Romulan (/ˈrɒmjʊlənz, -jə-/)) — вымышленная гуманоидная, инопланетная раса из вселенной научно-фантастической медиафраншизы Звёздный путь, ведущая своё происхождение от другой вымышленной расы из этого же сериала — вулканцев. Характеризуются вспыльчивостью, хитростью и оппортунизмом и являются полной противоположностью вулканцам. Являются доминирующей и государствообразующей расой в Ромуланской Звёздной империи. Вселенная Звёздный путь (англ. Star Trek ) определяет местом их обитания Бета-квадрант галактики Млечный Путь.
Впервые ромулане появляются в Оригинальном сериале в эпизоде «Равновесие страха» (англ. Balance of Terror) в 1966 году, с тех пор являясь основными персонажами почти во всех основных произведениях, связанных с вселенной «Звёздного пути», в основном в качестве антагонистов Федерации (и вулканцев в частности). Они также появлялись в художественных фильмах «Звездный путь» «Звездный путь V: Последняя граница» (1989), «Звездный путь VI: Неоткрытая страна» (1991), «Звездный путь: Возмездие» (2002) и «Звездный путь» (2009). Они также появляются в различных других дополнительных средствах массовой информации, включая книги, комиксы, игрушки и игры.
Ромулане были созданы сценаристом Полом Шнайдером, который отметил, что: «…речь шла о создании хорошего набора замечательных римских антагонистов… римской цивилизации, расширившейся до космических пределов».

## История

### Оригинальная разработка
Ромуланцы были придуманы для эпизода «Равновесие страха». В 2014 году Io9 назвал «Равновесие страха» лучшим эпизодом франшизы.
Ромуланцы были повторно использованы в эпизоде второго сезона «Смертельные годы» и в эпизоде третьего сезона «Инцидент на предприятии».

### Реинтродукция в 1980-х и 1990-х годах
После запуска сериала «Звёздный путь: Следующее поколение» в 1987 году сценаристы представили ромуланцев в заключительном эпизоде первого сезона «Нейтральная зона». Эпизод был написан Морисом Херли, который позже признал, что поторопился, написав сценарий за полтора дня. В эпизоде, действие которого происходит в 2364 году, корабль Звёздного флота USS Enterprise-D, экипаж которого является главным героем сериала, реагирует на исчезновение колоний Федерации в нейтральной зоне, опасаясь, что это отражает растущую активность ромуланцев в пограничной области. В ходе расследования экипаж «Энтерпрайза» встречает ромуланский космический корабль; утверждается, что это первая встреча двух народов за 53 года. Ромуланцы сообщают, что их колонии были уничтожены и на их стороне границы, и оба вида соглашаются делиться информацией по этому вопросу в будущем. В более поздних эпизодах выясняется, что эти колонии были разрушены ранее неизвестным видом, боргами, которых сценаристы шоу разработали как нового инопланетного антагониста после неудовлетворенности их предыдущей попыткой, ференги. Первоначальные мысли сценаристов предполагали сюжетную линию, состоящую из нескольких эпизодов, в которой правительства Федерации и ромуланцев будут сотрудничать в борьбе с боргами; в конечном итоге только некоторые элементы этой идеи вошли в «Нейтральную зону», и Борг будет представлен не в первом сезоне, а в эпизоде второго сезона «Q Who».
Для актеров, играющих ромуланцев, были разработаны новые костюмы, созданные художником по костюмам Уильямом . Недавно спроектированный ромуланский корабль, появившийся в «Нейтральной зоне», был построен Грегом Джином в виде миниатюрной модели. На корабле был недавно разработанный ромуланский герб со стилизованной хищной птицей, сжимающей в когтях две планеты, Ромула и Рема. Позже в сериале этот тип корабля будет прямо называться «боевой птицей». В 1989 году AMT выпустила пластиковый комплект корабля, наряду с другими комплектами для корабля ференги и клингонского корабля-хищника.
Ромуланцы были повторно использованы в эпизоде второго сезона «Заражение», написанном Стивом Гербером и Бет Вудс и впервые вышедшем в эфир в марте 1989 года. В этом эпизоде «Энтерпрайз-D» вошел в нейтральную зону, чтобы ответить на сигнал бедствия, и в конечном итоге в конфликте с ромуланским кораблем, оба космических корабля были выведены из строя инопланетным компьютерным вирусом. «Заражение» было первым эпизодом франшизы «Звёздный путь», в котором ромуланскому кораблю дали имя, в данном случае «Хаакона». В эпизоде третьего сезона «Враг», написанном Дэвидом Кемпером и Майклом Пиллером и впервые показанном в ноябре 1989 года, «Энтерпрайз-D» изображен спасающим разбившийся ромуланский корабль. В этом эпизоде был представлен ромуланский персонаж Томалак, которого играет Андреас Катсулас, который снова появится в трех следующих фильмах «Следующего поколения». Это также подтвердило идею значительной вражды между ромуланцами и клингонами, когда член экипажа «Энтерпрайза» клингон Ворф (Майкл Дорн) отказался сдать кровь, чтобы спасти жизнь раненому ромуланцу; сценаристы обсуждали, следует ли включать это, с Дорном изначально сдержанным.
Тремя эпизодами позже, в «Перебежчике», написанном Рональдом Д. Муром и впервые показанном в январе 1990 года, ромуланский адмирал представлен как стремящийся перейти на сторону Федерации. Этот эпизод является первым во франшизе, в котором представлены изображения самого Ромула и представлен дизайн ромуланского разведывательного корабля. «Перебежчик» также включает в себя отсылку к битве при Хероне, инциденту в 22-м веке в земно-ромуланской войне, который ранее упоминался в серии «Равновесие ужаса».

#### «Дальний космос девять» и «Вояджер»
Для «Поиска», первого эпизода из двух частей третьего сезона сериала «Звёздный путь: Глубокий космос 9» , была введена ромуланская ссылка. В эпизоде, написанном Айрой Стивен Бер, Робертом Хьюиттом Вулфом и Рональдом Д. Муром, представлен новый корабль Звёздного флота, USS Дефайнт; сценаристы добавили идею о том, что ромуланцы оснастили его маскирующим устройством в обмен на разведданные, которые Федерация собрала о другой инопланетной державе, Доминионе. Ромуланский персонаж, Т'Рул (Марта Хакетт), был включен для наблюдения за использованием устройства на борту «Дефайента». Сценаристы сериала изначально планировали включить Т'Рул в качестве постоянного участника шоу, но решили, что она не предлагает достаточного потенциала для новых сюжетных линий.
Позже в том же сезоне ромуланцы были повторно использованы в «Визионере», где они представлены как пытающиеся уничтожить космическую станцию «Глубокий космос девять» в рамках своего плана по разрушению ближайшей червоточины и, таким образом, предотвращению вторжения Доминиона в Альфа-квадрант, регион пространство, где проживают как Федерация, так и ромуланцы. Тремя эпизодами позже в последующих эпизодах «Невероятная причина» и «Жребий брошен» снова фигурируют ромуланцы, в данном случае изображая совместную миссию ромуланского Тал Шиара и кардассианского Обсидианового Ордена по смертельному поражению Доминиона путем уничтожения его лидеров. Для этих эпизодов были разработаны новые наряды Тал Шиар. Мур рассказал, что это было отчасти его решение, потому что он «ненавидел, подчеркиваю, ненавидел ромуланские костюмы, представленные в первом сезоне «Следующего поколения». Большие наплечники, стеганое одеяло, я просто ненавидел это». Художник по костюмам Роберт Блэкман отметил, что его команда создала восемь новых ромуланских униформ, используя ту же ткань, что и старые, но «слегка покрасив ее, и мы сделали их намного более гладкими и немного более угрожающими».

#### «Звёздный путь: Энтерпрайз»
В 4 сезоне ромуланцы сыграли ключевую роль в сериях «Кир'Шара», «Вавилон-один», «Юнайтед» и «Энар». В «Кир'Шаре» выяснилось, что администратор В'Лас из Верховного командования Вулкана на самом деле вступил в сговор с ромуланским агентом, чтобы «воссоединить» эти два народа силой. Агент, майор Талок, преследует капитана Арчера, Т'Пол и Т'Пау через область Вулкана, известную как Кузница, на протяжении всей серии, хотя его истинная природа не раскрывается до конца. Кроме того, в предыдущей серии «Пробуждение» Арчер узнал от Сурака, что во время «Времени пробуждения» произошел вулканский раскол между теми, кто «искал возвращения к диким путям» и «маршировал под крыльями хищника» (позже символ ромуланского народа) совершают катастрофическую ядерную атаку на Сурака и его просвещенное общество. Вскоре после смерти Сурака эти вулканцы-рецидивисты покинули свой родной мир и колонизировали планеты Ромул и Ремус.
В сериях «Вавилон-один», «Юнайтед» и «Энар» ромуланцы замышляют дестабилизировать свой сектор космоса, используя корабли-дроны, замаскированные под корабли разных культур, чтобы настроить своих врагов друг против друга. Эти корабли-дроны управляются дистанционно через телеприсутствие Гаребом, молодым Аэнаром, похищенным ромуланцами, которые солгали ему, что он был последним из своего народа. Заговор был раскрыт благодаря усилиям команды звездолёта «Энтерпрайз» и вместо этого привел к тому, что люди, вулканцы, андорианцы и теллариты объединились, чтобы победить ромуланскую угрозу, сблизив их как никогда. Затем «Энтерпрайз» заручается поддержкой сестры Гареба Джамела, которая телепатически связывается со своим братом и сообщает ему правду. Гареб нападает на ромуланцев, уничтожая один дрон-корабль и позволяя «Энтерпрайзу» уничтожить другой, сорвав заговор ромуланцев. В отместку ромуланский адмирал Валдор убивает Гареба за его предательство.

### Перезагрузка: 2009 – настоящее время
После того, как фильм «Звёздный путь: Возмездие» оказался финансовым провалом, а сериал «Звёздный путь: Энтерпрайз» был отменен, исполнительный продюсер франшизы Рик Берман и сценарист Эрик Джендресен приступили к разработке нового фильма под названием «Звездный путь: Начало», действие которого должно было произойти в 22 веке. Ромуланская война. Проект так и не был реализован. Вместо этого было принято решение перезагрузить сериал, создав фильм с использованием персонажей оригинального сериала «Звёздный путь», но сыгранных новыми актерами. Составляя сценарий для нового фильма, режиссер Дж. Дж. Абрамс заявил, что он хотел, чтобы ромуланцы были антагонистами, потому что в оригинальном «Звёздном пути» их было меньше, чем клингонов. Что было бы неуместно снова демонизировать клингонов как злодеев после того, как они были героически представлены в более позднем сериале «Звёздный путь»; они также хотели использовать Спока в качестве центрального персонажа в фильме и полагали, что присутствие ромуланцев продолжит историю Спока с момента его последнего появления в хронологическом порядке в «Объединении».
В фильме о перезагрузке Абрамса 2009 года под названием «Звёздный путь» планета Ромулус разрушена сверхновой в 2387 году. Ромуланский шахтерский корабль «Нарада» выживает и отправляется в прошлое, в 23 век; его командир Нерон (Эрик Бана) стремится уничтожить планету Вулкан, чтобы наказать Спока за то, что он не смог спасти Ромула. Актеры, играющие ромуланцев в этом фильме, носили три протеза на ушах и лбу, в то время как у Баны был четвертый протез для укуса на ухе, который доходит до затылка его персонажа. У ромуланцев в фильме не было V-образных гребней на лбу, которые присутствовали на всех их изображениях за пределами оригинальной серии. Невилл Пейдж хотел почтить это, заставив команду Нерона ритуально наносить себе шрамы, образуя келоиды, напоминающие V-образные гребни. От него отказались, так как они недостаточно реализовали эту идею.
Реакция Пикара на уничтожение Ромула является предысторией и центральной предпосылкой сериала «Звёздный путь: Пикар». Сериал начинается с того, что Пикар находится в добровольном изгнании на своем французском винограднике после его отставки в знак протеста против обращения Звёздного флота с ромуланцами и андроидами. У Пикара в поместье живут двое ромуланцев. По крайней мере, две группы ромуланцев выжили: одна группа сформировала Свободное государство ромуланцев, а другая группа была эвакуирована на планету Вашти.
В сериале «Звёздный путь: Дискавери» в серии «Объединение III» мечта посла Спока о воссоединении вулканцев и ромуланцев осуществилась. Ромуланцы вернулись на родной мир своих предков (с тех пор переименованный в Ни'Вар) и воссоединились со своими двоюродными братьями-вулканами. По словам адмирала Звёздного Флота Вэнса, когда вулканцы решили выйти из Федерации из-за апокалиптического события, известного как Ожог, на самом деле ромуланцы хотели остаться. В эпизоде «Все возможно» Ни'Вар снова присоединяется к Федерации.

## Дизайн

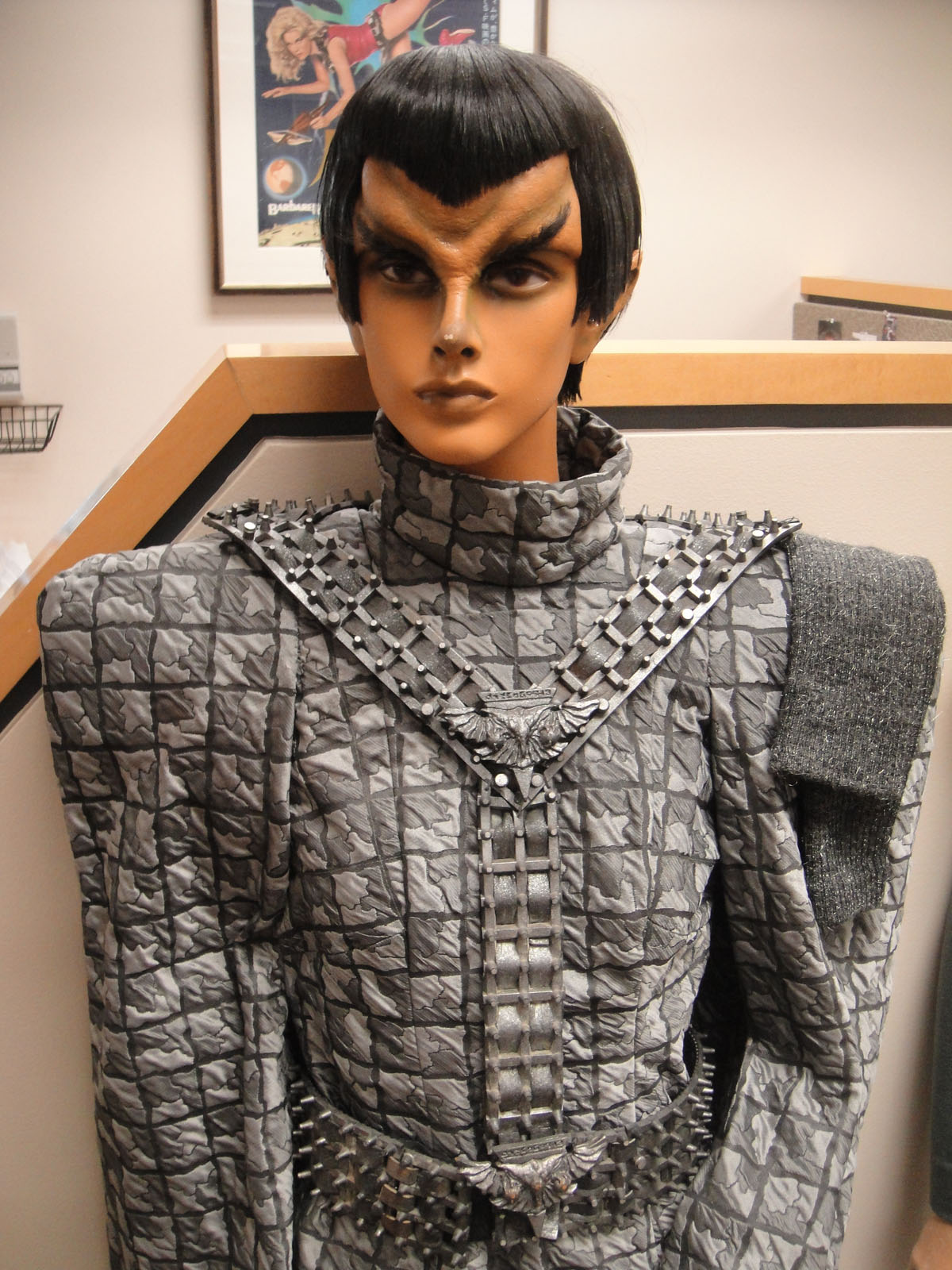
Манекен ромуланца, появившегося в телесериале «Звёздный путь: Следующее поколение»

У ромулан часто встречаются зелёный и серый цвета (малоиспользуемые цвета: чёрный и синий, зелёный пастельный и пастельный оранжевый), а также строительные материалы, внешне напоминающие известняк (естественно, это необязательно собственно известняк). Эмблема Ромуланской Звёздной империи выглядит как большая хищная птица, сжимающая в когтях миры Ромул и Рем. Мотив птицы также проявляется в дизайне ромуланских военных кораблей (особенно «Warbird — корабли» (рус. «Боевая птица», «Птица войны»), класса «D’Deridex»). Те, кто отвергает учение Сурака, оказываются «под крылом хищника» — крылатая фраза ромулан.
Дизайн ромулан разработан Германом Циммерманом и Карло Скарпа как сочетание ар-деко и средневекового искусства.

## Центральный мир
Ромул и Рем — две планеты-столицы ромулан. Хотя обе планеты вращаются вокруг своей центральной звезды (как показано в Звёздный путь: Возмездие (англ. Star Trek: Nemesis )), Ромул и Рем часто называют двойной планетой.
До колонизации планеты Ромул риханнсу — вулканцами-диссидентами, примерно в 400 году нашей эры, на планете не существовало разумных обитателей. По прошествии нескольких сот лет и рождению на Ромуле нескольких поколений, колонисты-риханнсу стали считать Ромул своей единственной родиной и называть себя ромуланами. Вторая планета вращающаяся вокруг центральной звезды — Рем, была наоборот населена разумной расой аборигенов — реманами, стоявшими на несколько ступеней ниже ромулан в эволюционном и технологическом развитии. В результате чего реманы были без труда покорены ромуланами, сделавшими их низшим классом в ромуланском обществе.
Первая группа колонистов-риханнсу прибыла в эту систему после того, как они бежали со своей родной планеты — Вулкана — в ходе восстания против возглавляемых Сураком философии мира и логики. Как позже говорил Спок, если ромуланe сохранили страсть и экспансионизм, которые были свойственны некоторым вулканцам до Сурака, это делает их крайне опасной расой (ромуланe технологически не уступают Федерации).
В 2387 году Ромул был уничтожен взрывом сверхновой.

## Ромуланский язык
Два вымышленных языка были созданы для ромуланцев и реманов из франшизы «Звёздный путь».
Первый был создан Дайан Дуэйн. В этом воображении это было преднамеренное творение, основанное на Старом Высоком Вулкане, когда ромуланцы покинули Вулкан и основали свое собственное общество. Дуэйн описывает это как смесь латыни и валлийского языка.
Второй был создан для телесериала «Звёздный путь: Пикар». Он отличается от случайных вариантов ромуланского письма в более ранних сериалах. По состоянию на 2021 год об этом языке было опубликовано мало информации, хотя он достаточно разработан, чтобы его можно было использовать для диалогов в сериале.

## Наука и технологии
Ромулане известны использованием дизрапторов (дезинтеграторов), фотонных и плазменных торпед и своей уникальной маскирующей технологией, а также кораблями, использующими энергию бортовых сингулярных энергоблоков (энергоблоков, использующих для генерации энергии искусственную сингулярность). (В силу инженерных особенностей ромуланских сингулярных энергоблоков, после запуска не существует способа остановить их). В XXII веке они обладали передовыми возможностями в области голографии и телеприсутствия.
Самым страшным и широко используемым оружием ромулан являются плазменные торпеды. Такое оружие предназначено для того, чтобы методом наддува плазмы уничтожить корпус вражеского корабля. Плазменные торпеды какое-то время были самым разрушительным оружием. Тем не менее в процессе подготовки к боевому применению они потребляют большое количество энергии, что мешает кораблю маневрировать во время ведения огня такими торпедами. Кроме того, из-за сравнительно малой дальности стрельбы плазменными торпедами, ромуланский корабль должен достаточно близко подойти к цели, для запуска.
Ромуланские дизрапторы, пожалуй, самые совершенные (по своей боевой эффективности ромуланские дизрапторы уступают лишь фазерам Федерации).

## Звёздная империя
Достоверной информации о размерах и границах (канонических) пространства Ромуланской Звёздной империи по сравнению с Федерацией нет. Писатель и продюсер Звёздного пути Рональд Д. Мур указал, что она больше, чем Клингонская империя, но меньше, чем Федерация. В компьютерной же игре Star Trek: Elite Force II империя примерно на две трети больше, чем Клингонская, и более чем в пять раз больше, чем Федерация, учитывая передовые технологии и экспансионистскую политику ромулан.

## Связь с древнеримской культурой
Многие термины, используемые в связи с ромуланами, взяты из римской мифологии и политического строя римского государства. Ромул и Рем — два брата-основателя города Рим. Вулкан является римским богом огня и металлургии (аналог греческого Гефеста). Проконсул и претор — правительственные чиновники в эпоху Римской республики, сенат — её руководящий орган.
Во втором эпизоде второго сезона оригинального сериала «Кто скорбит по Адонису?» показывается, что классические греческие и римские боги были на самом деле расой высших существ, которые посетили Землю тысячи лет назад. Высказывалось предположение, что те же существа посещали другие миры, а также такие, как Вулкан или Ромул. Теория в своё время появлялась на сайте Star Trek и может объяснить связь между ромуланами и римской мифологией и внутренними устройствами Римского и Ромуланского государств.

## Приём
В 2017 году Den of Geek поставил ромуланцев на 7-е место среди лучших инопланетян из 50 видов во франшизе «Звёздный путь», опередив ференги, но уступив Q, а на первом и втором месте соответственно оказались вулканцы и клингоны.

## Другие СМИ
Ромуланцы были в центре внимания ряда неканонических книг, а также появлялись или упоминались в других неканонических СМИ. Среди них были:
- Диана Дуэйн «Звёздный путь: Риханнсу», состоящая из пяти книг, написанных в период с 1984 по 2006 год, считается одной из самых подробных работ, посвященных ромуланцам[38][39].
- В «Время убийства» Даллы Ван Хайза (1985) ромуланцы используют путешествия во времени, чтобы изменить историю, в результате чего Джеймс Т. Кирк становится энсином, а Спок - капитаном звездолета.
- Прототип ромуланской боевой птицы находится в центре внимания Саймона Хоука «Ромуланская премия» (1993).
- В фильме Роберта Гринбергера «Ромуланская хитрость» (1995) Жан-Люк Пикар и его команда соревнуются с ромуланским офицером Селой, чтобы убедить планету присоединиться к их соответствующим государствам.
- В Дайан Кэри «Красный сектор» (1999) Спок и Леонард Маккой пытаются вылечить вирус, поразивший ромуланскую королевскую семью.
- В фильме Джозефы Шерман и Сьюзан М. Шварц «Сердце вулканца» (1999) Спока пришлось отправиться на Ромул, чтобы помочь ромуланскому командиру из «Энтерпрайза».
- «Кровь капитана» (2003), одна из многих совместных работ ведущего актёра «Звёздного пути» Уильяма Шатнера и команды мужа и жены Джудит и Гарфилда Ривз-Стивенс, посвящена участию Кирка в предотвращении ромуланской гражданской войны после «Звёздный путь: Возмездие».
- Инцидент в Томеде находится в центре внимания романа Дэвида Р. Джорджа III «Змеи среди руин» (2003 г.), в котором рассказывается об экипаже «Энтерпрайза-B».
- «Звёздный путь: Душа Вулкана» — трилогия, написанная Шерманом и Шварцем в период с 2004 по 2007 год; Действие происходит после Войны Доминиона, в нем основное внимание уделяется членам первоначальной команды Кирка, участвующим в войне между ромуланцами и их ответвлением вулканцев, Ватраями.
- В премьере фильма «Звёздный путь: Титан» «Взятие крыла» (2005) ромуланская Звёздная империя начинает гражданскую войну после «Звёздного пути: Немезида».
- «Звёздный путь: Титан» «Красный король» (2005) начинается с исчезновения ромуланского флота и показывает Донатру, ромуланского командира из «Звёздного пути: Возмездие», работающего вместе с Уильямом Райкером и его командой.
- В романе «Кобаяси Мару» (2008 г.) Мартин и Энди Мангелс адмирал Валдор снова пытается вызвать конфликт в регионе примерно через год после инцидента с Аэнаром. На этот раз используя систему «телезахвата», предназначенную для захвата власти. Управлять вражескими кораблями. Используя три клингонских корабля, Валдор атакует союзников Коалиции планет, надеясь ослабить или уничтожить двух врагов ромуланской Звёздной Империи, спровоцировав войну. Капитан Арчер в конечном итоге может предоставить доказательства этого ромуланского обмана. За этим следует еще одна неудачная попытка разрушить альянс, который включает в себя использование телезахваченных вулканских крейсеров против Проксимы Центавра (недавнего члена коалиции). В книге событием, которое, наконец, вызывает объявление Коалицией войны против ромуланцев, является уничтожение земного грузового корабля «Кобаяши Мару».
- Продолжение романа «Кобаяши Мару» называется «Ромуланская война: под крылом ящера». Действие происходит между 22 июля 2155 года и 22 июля 2156 года и подробно описывает войну между Коалицией планет и Ромуланской Звёздной Империей. История сосредоточена на попытках ромуланцев захватить Коалицию, в то время как вулканцы, которые знают, что они уязвимы для оружия телезахвата, рано отказываются от боя. Другие члены Коалиции отступают один за другим перед лицом продолжающихся потерь, оставляя на Земле Звёздный флот, чтобы остановить ромуланскую угрозу.
- В «Star Trek Online» , действие которого происходит в 2409 году, ромуланский выживший Д'Тан (взрослая версия второстепенного персонажа из эпизода TNG «Объединение II», которого играет Видал Петерсон) помогал в строительстве Нового Ромула после разрушения оригинала. Родной мир двадцать два года назад. В рамках восстановления новой ромуланской республики он стал лидером Движения за объединение ромуланцев в попытке продолжить работу посла Спока по объединению вулканцев и ромуланцев.

## Сетевые ресурсы о ромуланах
- Romulan Star Empire, Intl. The Oldest & Largest Romulan Fan Group on Earth
- Romulan on MemoryAlpha
- Neutral Zone Starship Database — Romulans
- StarTrek.com — Romulans
- StarTrek.com — «Strange Relations: Romulans and Vulcans»
- Ex Astris Scientia — Warp Drive and Romulan History
- Amarillo Design Bureau — Creator of the Star Fleet Universe game systems